# Assedio di Tobruch
L'assedio di Tobruch avvenne durante la campagna del Nordafrica della seconda guerra mondiale, quando le forze dell'Asse circondarono quelle alleate, in particolar modo australiane, poste a difesa della cittadina omonima. All'occupazione della fortificazione da parte dagli Alleati il 21 gennaio 1941, seguirono nei mesi successivi una serie di offensive e controffensive da ambo le parti.
Durante l'assedio, gli Alleati lanciarono varie operazioni militari in Cirenaica, tra cui l'operazione Brevity, l'operazione Battleaxe e l'operazione Crusader, la quale permise di occupare la città il 27 novembre. Tobruch fu tuttavia riconquistata dall'Asse il 21 giugno 1942 con la battaglia di Ain el-Gazala, dove fu nuovamente messa sotto assedio.
La difesa della città privò l'Asse di un porto su cui far fluire rifornimenti e materiali bellici, relativamente vicino al confine con l'Egitto, e senza il quale le linee di rifornimento di italiani e tedeschi si estesero per 900 km, fino a Bengasi. Inoltre, le truppe assedianti e diverse unità aeree, di entrambi gli schieramenti, non poterono contribuire agli scontri lungo il confine. Le forze navali alleate invece entrarono in porto ripetutamente, portando rifornimenti e prelevando feriti e prigionieri.

## Contesto strategico

### Terreno
Tobruch era al'epoca l'avamposto meglio difeso e fortificato dell'intera fascia nord africana lungo la via Balbia, unica strada asfaltata della regione. A circa 240 km nell'entroterra cominciava la distesa del deserto sabbioso libico che, allungandosi verso l'Egitto, diveniva roccioso ma altrettanto impraticabile. In primavera ed estate le giornate sono estremamente calde e le notti molto fredde. Lo scirocco sferza il deserto sollevando nubi di sabbia che riducono la visibilità a pochi metri e danneggiano equipaggiamento, veicoli e aerei. Dal deserto il terreno diventava una piana dura che scendeva a gradoni fino alla costa, tagliata da burroni. Gli italiani avevano realizzato una serie di difese attorno a Tobruch: il perimetro esterno comprendeva un doppio semicerchio di postazioni trincerate con mura di cemento e postazioni d'osservazione avanzate. Più all'interno vi era un fosso anticarro, parte del quale dietro del filo spinato, dove erano state posizionate anche trappole esplosive. Infine vi erano altre postazioni fortificate vicino al porto, all'incrocio stradale tra Bardia e El-Adem e in direzione di Forte Pilastrino.

### La situazione in Libia nel 1940-1941
Dopo aver incontrato ben poca resistenza, le truppe italiane, numerose ma piuttosto sfornite di mezzi motorizzati e meccanizzati, si diressero verso est fino a Sidi Barrani a circa 100 km oltre il confine egiziano. Costretti successivamente a ripiegare di fronte alla potente controffensiva delle forze britanniche motorizzate, gli italiani furono costretti a chiedere più volte l'aiuto dei tedeschi.
Questi, provando una forte diffidenza verso i soldati italiani, ritennero che sarebbe stato più efficace inviare proprie truppe in Libia piuttosto che lasciare in mano incerte i loro preziosi Panzer. Hitler stesso, fatta eseguire una ricognizione durante lo stallo venutosi a creare negli ultimi mesi del 1940 (ancor prima della disfatta italiana), scrisse a Mussolini comunicandogli che, al momento, non gli avrebbe inviato gli aiuti richiesti ma che avrebbe aspettato che i suoi uomini sfondassero le linee a Marsa Matruh.
Dopo aver ricacciato indietro gli italiani, i britannici ebbero il totale controllo sul Mediterraneo, potendo contare sul libero afflusso di rifornimenti e sul controllo del canale di Suez. Questo temporaneo colpo di fortuna permise al generale inglese Archibald Wavell di organizzare al meglio le proprie forze, riempiendo i vari buchi lasciati dai soldati del Regio Esercito con il minor numero di truppe disponibili sul campo. Infatti il successivo obiettivo degli alleati in Nordafrica sarebbe stato quello di eseguire un'operazione simile a quella in Cirenaica ma da attuare in Grecia. L'impossibilità di avere un punto di sbocco nel Mediterraneo incominciava a preoccupare i tedeschi che, dopo un accordo con Mussolini, cominciarono a usufruire delle basi aeree italiane. Il 10 gennaio 1941, il X Fliegerkorps, un distaccamento a parte dotato di ogni tipo di aereo antinave, sorvolarono il Mediterraneo e aprirono le ostilità contro i convogli inglesi.
La convinzione che il canale di Suez fosse da conquistare per l'approvvigionamento delle risorse necessarie ai tedeschi impegnati nell'area era giustificata dal fatto di dover circumnavigare l'Africa e superare il Capo di Buona Speranza, rallentando dunque le spedizioni, cosa che invece gli inglesi non erano tenuti a fare. Perciò Hitler, a distanza di pochi mesi dal precedente rifiuto, informò Mussolini che avrebbe rinforzato le sue unità con una divisione corazzata completa, a condizione che egli riuscisse a mantenere il settore della Sirte. Il 6 febbraio Erwin Rommel venne inviato in fretta e furia a Tripoli e il 19 febbraio la formazione in Nordafrica prese il nome di Deutsches Afrika Korps.
La preparazione alla campagna fu lenta e dispendiosa per entrambi gli schieramenti. Mentre Rommel tentava disperatamente di far affluire il maggior numero di divisioni possibili, facendo avanzare squadre di ricognitori in avanscoperta con l'obbiettivo di mostrare alle unità inglesi e australiane la poderosa capacità tedesca di saper reagire, il comandante in capo della controparte, il tenente generale Philip Neame, si stava concentrando sull'obbiettivo di trasportare di un quantitativo cospicuo di uomini in Grecia. Cercando di calcolare con esattezza i tempi di ripresa degli avversari, Neame confidava sul fatto che la sconfitta, subita dagli italiani, avesse rallentato le operazioni nel Nordafrica. Dunque, diede disposizione che le rimanenti forze che avevano sconfitto il Regio Esercito, comandato dal generale d'armata Italo Gariboldi, si schierassero in posizioni strategiche come Msus, Tecnis, Marturba, Mechili e Tmimi, dove avrebbero potuto facilmente ripiegare e sfruttare i relativi depositi di munizioni.
Queste si trovavano, più o meno, sulla strada per Tobruch ed erano costantemente presidiate da sparute unità, lo scheletro di quell'esercito che aveva respinto Gariboldi fuori dalle regioni della Libia orientale, e perciò particolarmente fragili. Il 1º marzo Rommel fu felice di constatare che i britannici non accennavano ad avanzare né a tentare qualche manovra per mettere fuori combattimento le sue autoblindo da esplorazione Sd.Kfz. 232 e tuttavia il 19 dello stesso mese, recatosi a Berlino per ricevere di persona la risposta, la richiesta del Generalleutnant di poter avere altre unità corazzate venne bruscamente respinta; non avrebbe potuto avere altro se non la 15ª Divisione Panzer, disponibile solamente dopo maggio.
Le prime vere scaramucce ebbero inizio il 23 marzo, dopo una serie di intercettazioni radio da parte dei tedeschi, che videro le forze tedesche in netta superiorità rispetto al nemico. El Agheila e Mersa Brega caddero nel giro di pochissimi giorni di distanza l'una dall'altra, rispettivamente il 24 e il 31 marzo, e, riconquistati i territori della Libia orientale, le forze dell'Asse si apprestavano adesso ad affrontare i sabbiosi e torridi deserti della Cirenaica.

## Gli eventi

### Gli scontri iniziali

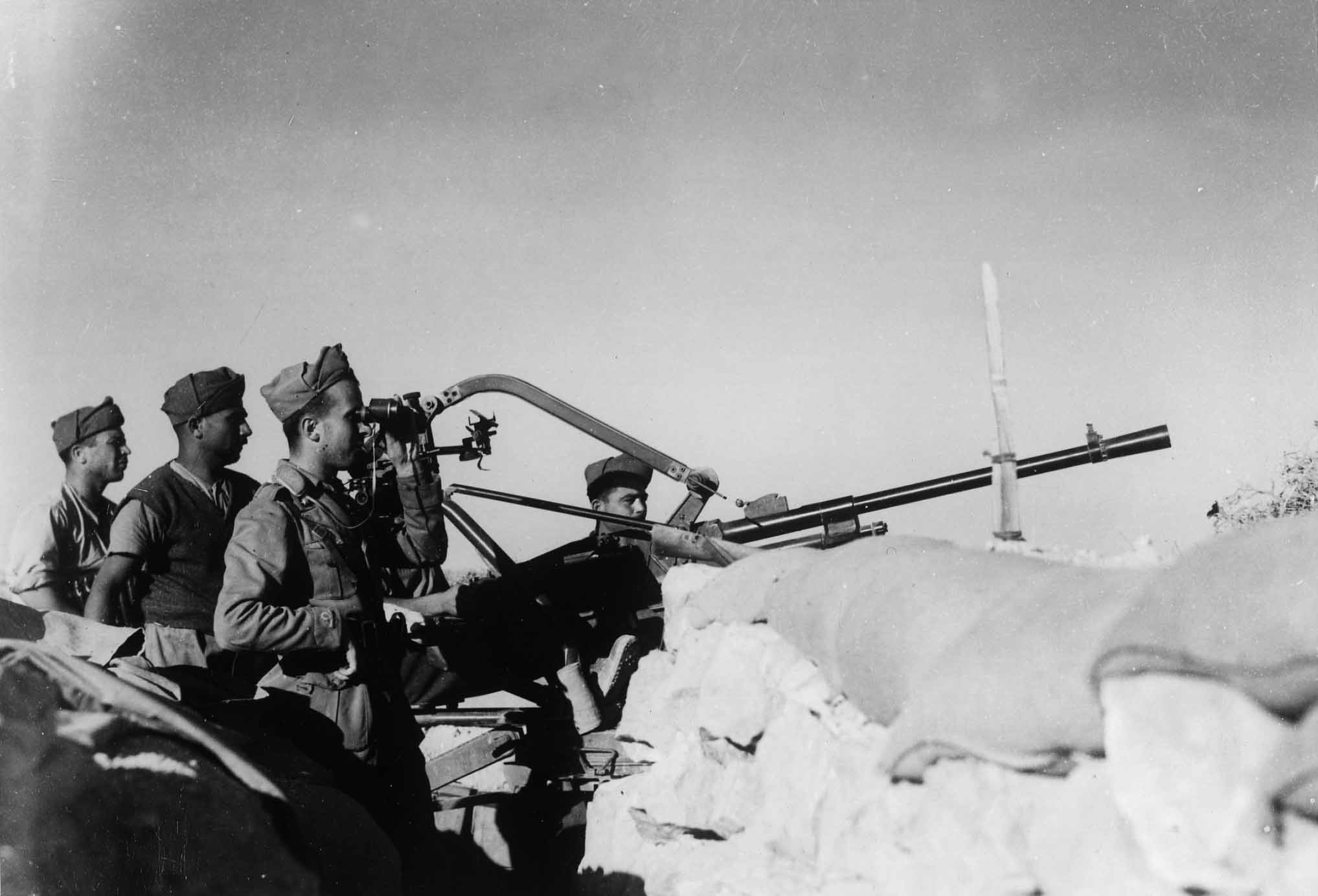
Mitraglieri italiani in posizione a Tobruk: l'arma è un cannone automatico Breda Mod. 1935 da 20 mm

Premettendo che l'eccessivo impeto dei tedeschi venne messo a dura prova a causa di molteplici fattori quali la totale mancanza di esperienza in operazioni militari nel deserto, il sovrastimato fabbisogno idrico e l'asperità del territorio, le prime fasi dell'attacco ebbero un esito univoco, segnato da una continua serie di vittorie da parte dei tedeschi. Le tempeste di sabbia e le condizioni del terreno su cui si trovarono a combattere i due schieramenti furono le principali cause di rallentamento durante le operazioni. In particolare gli ingegneri e meccanici tedeschi non si capacitavano del motivo per cui i loro carri erano stranamente più vulnerabili di quelli italiani, lo stesso del motivo per cui questi stessi dovevano essere sottoposti più frequentemente a revisioni. I primi mesi dell'anno servirono a Rommel a studiare geograficamente le varie zone per poter guidare i suoi da un Fieseler Fi 156 Storch, mentre Neame, sotto diretta approvazione di Wavell, attendeva con impazienza l'arrivo di rifornimenti (armi e cannoni anticarro), gestendo nel contempo la situazione in Cirenaica attraverso una tattica difensiva. Sfortunatamente per lui, caduta Mersa Brega, i britannici avevano già perso ben sei carri armati e numerosi autocarri e altri veicoli, contro soli tre Panzer delle forze avversarie (due Panzer III e un Panzer IV).
Le forze dell'Asse si spinsero verso quello che era l'ultimo obbiettivo ufficiale della missione in Africa e si mossero in linea percorrendo la Via Balbia, conquistando dapprima Agedabia e successivamente Zuetina, sulla costa. Scavalcando a più riprese le proteste di Gariboldi, Rommel diresse le sue truppe, divise in due colonne, che comprendevano il 5º Reggimento Panzer e l'8º Battaglione Mitraglieri da una parte e il 2º Battaglione Mitraglieri dall'altra, all'inseguimento degli alleati in rotta, spingendosi nel cuore della Cirenaica. Il 3 aprile, due plotoni motociclisti dell'8º Reggimento bersaglieri e la 60ª Divisione fanteria "Sabratha" precedettero l'ingresso delle colonne tedesche a Bengasi: l'operazione ideata dal colonnello Gino Fabris fu soprattutto un successo politico e propagandistico. Poco dopo giunsero a Bengasi gli altri reparti del 3º Battaglione Esploratori tedesco e i carri, completando così l'occupazione della città. Con la città evacuata, la 9ª Divisione di Fanteria australiana ripiegò oltre il confine della provincia di Derna sotto il fuoco pesante dell'aviazione della Regia Aeronautica. Da questo momento in poi i tedeschi avrebbero dovuto fermarsi, per continuare semplicemente a fare pressione sulle unità britanniche e australiane incastonate tra il martello delle truppe del Generalleutnant e l'incudine della Siria collaborazionista di Vichy. Parallelamente, dopo il tentativo fallito di invadere la Gran Bretagna dal cielo, gli interessi del Führer si spostarono rapidamente da ovest a est, in direzione dell'Unione Sovietica; questo spiega il progressivo scarso interesse per un'azione in Africa su larga scala.
Tuttavia, nonostante Rommel fosse l'ufficiale preferito da Hitler proprio per via della sua abilità e aggressività, era anche quello più odiato dai suoi colleghi di pari grado o superiore poiché aveva l'abitudine di prendere iniziative che gli erano state esplicitamente negate. Quindi, non curante dell'alto comando tedesco, la “volpe del deserto” continuò a far marciare i suoi uomini verso Msus e separò gli italiani in due forze da spedire una verso l'interno, a Maaten el Grara, e l'altra verso nord a percorrere tutta la costa. Nel frattempo Neame, raggiunto da Wavell per una serie di resoconti sulla situazione, si vide presto affiancato dal collega Richard O'Connor, anch'egli tenente generale. Archibald Wavell era propenso a cedere il terreno necessario per far sì che le sue sparute forze si raggruppassero in punti strategici più vicini tra loro, portandosi dietro l'ingente carico dell'equipaggiamento sottratto agli italiani.
Nonostante i britannici fossero avvantaggiati dalle decodificazioni delle trasmissioni da parte di "Ultra", nessuno, tranne Rommel conosceva i veri piani degli attaccanti. L'annientamento precoce di larga parte dei carri Cruiser e degli automezzi leggeri, dovuto anche alla mancanza di riparazioni necessarie in un territorio tanto acre, e l'estrema velocità del nemico, lasciarono Wavell sconcertato a tal punto da ordinare la ritirata immediata, oltre alla demolizione di circa quattromila tonnellate di risorse precedentemente catturate. La ritirata, sempre più ardua, continuò ininterrotta, specie quando la notte del 5 aprile l'8º Battaglione Mitraglieri, comandato da Gustav Ponath, condusse un'azione rapida e mirata al 5º Reggimento Carri britannico a Derna, riuscendo a mettere fuori uso gli ultimi quattro elementi. La stessa notte il capo di stato maggiore inglese del Comando della Cirenaica, John Harding, decise di allestire un posto di comando a Tobruch, ordinando che il rendez-vous della ritirata si sarebbe dovuto tenere là.
Il 6 aprile le forze di Rommel iniziarono a bombardare pesantemente Mechili, accerchiandola con un movimento a tenaglia. Questa manovra permise agli alleati di acquistare del tempo prezioso per rintanarsi all'interno di Tobruch. In questo settore la lotta fu brevissima, gli inglesi alzarono bandiera bianca e lo stesso General Michael Gambier-Perry, che li comandava, si arrese di persona al comandante dell'8º Reggimento Bersaglieri, il colonnello Ugo Montemurro. La portata del successo fu notevole: oltre al generale Gambier-Perry, furono catturati altri due generali, due colonnelli col grado di generale, 60 ufficiali e circa 3 000 prigionieri con un grosso bottino. Il Generalleutnant aveva perso attimi preziosi, lasciando che le restanti divisioni britanniche e australiane si rifugiassero all'interno della fortezza. Tuttavia il morale dei soldati dell'Asse era alto: dopo essersi congratulato con Ponath per il recente risultato, dopo aver ringraziato il maggiore generale Heinrich von Prittwitz und Gaffron, comandante della 15ª Divisione Panzer giunto in testa alla formazione di Rommel, quest'ultimo schierò i suoi attorno al perimetro della fortezza, grazie al fondamentale aiuto della 132ª Divisione corazzata "Ariete". L'ordine era chiaro: buttare fuori gli uomini di Archibald Wavell da Tobruch.

### L'assedio e il disimpegno dell'Asse

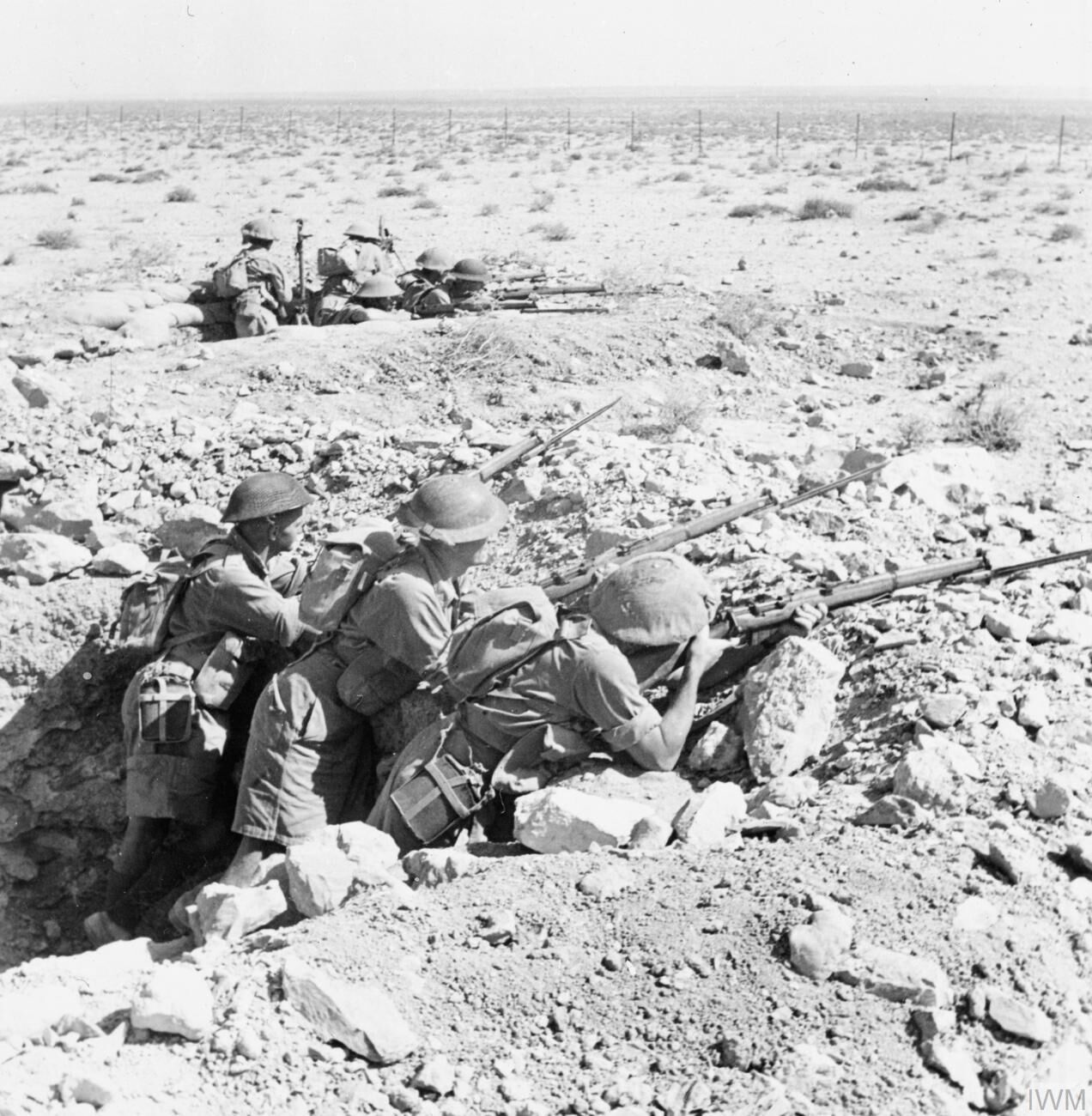
Le truppe australiane occupano una posizione di prima linea a Tobruk

Tobruch non aveva soltanto l'aspetto di una fortezza inespugnabile con un'estensione di almeno 10 km in tutte le direzioni del perimetro. Circondata da ben tre linee tattiche (rispettivamente dalla più esterna alla più interna, la rossa, l'azzurra e la verde) era anche costellata da almeno un centinaio di postazioni difensive anticarro con i relativi reticolati posti sulla linea rossa, senza contare i vari fortini che presidiavano quella azzurra. Varie sezioni di queste trincee situate sulla linea rossa formavano delle vere e proprie sacche di resistenza, e tutte disponevano di un certo quantitativo di filo spinato e campi minati. Tuttavia, come si è detto, Tobruch non era solo un avamposto difensivo: la sua importanza nel Mediterraneo non era casuale, infatti era soprattutto un importante punto strategico per la marina britannica. Non solo per mezzo del porto continuavano ad affluire mezzi e uomini per far fronte alla campagna in Cirenaica ma esso stesso, grazie al motto inglese che affermava che ovunque ci fosse stato un porto difendibile la Royal Navy sarebbe stata pronta a operare e ad appoggiare l'esercito, costituiva un punto di controllo per i rifornimenti nel Mediterraneo così come nella via verso il Pacifico attraverso il Canale di Suez.
Ad ogni modo, Rommel era sicuro di avere sotto controllo la presenza degli alleati, rinchiusi come topi in trappola tra le mura delle guarnigioni. Se Rommel aveva commesso degli errori durante la campagna sicuramente questo era quello più devastante, oltre al fatto che non prendeva in considerazione il benessere delle truppe. Ciò è testimoniato dal fallimento del primo assalto portato avanti dalle sole forze di von Prittwitz und Gaffron all'alba del 10 aprile, atteso e ricambiato dal fuoco britannico del 51º Reggimento Artiglieria campale e del 1º Battaglione del Reggimento “Royal Northumberland Fusiliers”. Le unità di von Prittwitz, stremate dalla carenza di sonno da ben quarantotto ore filate, furono respinte senza troppi complimenti mentre la vettura dello stesso comandante venne distrutta da una mina, che causò la morte del generale stesso.
La motivazione che spinse Rommel a un gioco tanto pericoloso era semplice: se era bastato un battaglione per conquistare Derna, sarebbero state sufficientemente forti le squadriglie di carri di von Prittwitz per Tobruch. Egli non sapeva che a guardia dei reticolati esterni c'erano ben trentamila soldati. Tuttavia gli inglesi e gli australiani che, secondo la sua opinione, erano rimasti rintanati all'interno della fortezza pronti ad essere circondati, in realtà avevano già predisposto le difese con ogni cura possibile, arrivando a posizionare addirittura quaranta bocche da fuoco in modo che coprissero ogni settore del perimetro senza dover essere spostate in alcun modo. Questo anche grazie alla collaborazione del comandante della 9ª Divisione australiana Leslie Morshead, in sostituzione di Philip Neame e O'Connor che erano stati catturati durante la precedente ritirata.
All'occasione gli venne conferito il comando della città con l'obbiettivo di resistere per otto settimane, tempo sufficiente per un trasferimento di uomini dalla Grecia al deserto e per rallentare quanto più possibile le pretese dei tedeschi; trasferimento, tra l'altro, già precedentemente eseguito in senso inverso. Gli avversari eseguirono un ulteriore tentativo di aprire una breccia nelle fortificazioni contro la 20ª Brigata australiana sulla strada per el Adem, in soccorso dell'8º Battaglione Mitraglieri; ma vennero ancora respinti dal 1º Reggimento Carri britannico e dal 2º Battaglione del 17º Reggimento. I tedeschi avevano già perso un Panzer III, due M13/40 e un carro leggero L3 contro due Cruiser Mk III inglesi. Altrove i tedeschi ebbero fortuna aggirando alla meno peggio le Quote R31 e R32, aprendo una breccia attraverso la Quota R33 dove la 21. Panzer-Division tentò un ennesimo assalto alle cinque del mattino del 14 aprile. Gli uomini del tenente colonnello Ponath, l'8º Battaglione Mitraglieri, irruppero velocemente nel perimetro armati di tutto punto, eliminando i vari reticolati e postazioni anticarro, permettendo così ai Panzer di Olbrich un facile accesso. Sfortunatamente per loro, Morshead aveva notato lo spostamento di uomini e mezzi, dunque ordinò a diverse divisioni di fanteria e di cannoni controcarro della Royal Horse Artillery di accerchiare il nemico.
Nel tentativo di districarsi dal violento fuoco britannico, i carri tedeschi tentarono di proseguire in previsione di un'evoluzione più fortunosa ma ripiegarono inesorabilmente all'esterno dopo soli venti minuti, e dopo aver perso ben diciassette unità corazzate. La stessa sorte toccò all'8º Battaglione Mitraglieri che venne decimato da millequattrocento unità a sole trecento: lo stesso Ponath cadde in combattimento. Era ormai chiaro a Rommel che gli inglesi e gli australiani rinchiusi a Tobruch non erano affatto pronti a essere catturati, perciò, in previsione delle successive sconfitte delle divisioni italiane presso le Quote S13 e S17 e presso Ras El Madauur, decise di attendere l'arrivo dei rinforzi e concedere un breve periodo di riposo alle sue truppe. Per una beffa del destino due dei dieci restanti carri armati della divisione corazzata italiana Ariete vennero abbattuti dal fuoco amico dei controcarro tedeschi.
Nonostante le forze dell'Asse fossero state respinte con successo al di fuori della linea rossa, quello che preoccupava maggiormente Wavell erano gli avvicendamenti dell'ultima ora che prevedevano le truppe alleate in rotta dalla Grecia e continui bombardamenti nella zona del porto. Questi vennero notevolmente intensificati ora che Rommel aveva bisogno di tempo per attendere la 15. Panzer-Division, minando seriamente le difese della città. I rifornimenti rallentavano, contando che, dopo un attacco massiccio eseguito il 25 aprile, la difesa della Royal Air Force constava di soli cinque apparecchi in grado di volare. Stuka, bombardieri Me 110 e He 111 eseguivano continui raid, sotto la pressione dei cannoni da 3,7 pollici britannici, impedendo il regolare afflusso dei convogli. Tuttavia anche gli alleati ricevettero dei rinforzi necessari per poter far fronte a successive offensive tedesche: sei carri Mk II Matilda dello Squadrone D del 7º Reggimento Carri.
A ogni modo l'irruenza del Generalleutnant aveva causato squilibri tra gli ufficiali, perciò gli venne affiancato «forse l'unico uomo con abbastanza influenza per fermare questo soldato matto da legare!», come disse Franz Halder, uno dei più acerrimi avversari di Rommel. Friedrich Paulus, dunque, giunse presso Tobruch il 27 aprile, appena in tempo per sottoscrivere un sacrificato “via libera” all'offensiva pianificata da lì a tre giorni. Questa iniziò la sera del 30 mentre i guastatori e la fanteria di appoggio assalirono le Quote S3 e S5, allargandosi alle altre postazioni adiacenti. Dopodiché, sempre sotto un intenso fuoco di copertura, i guastatori presero possesso della zona e mantennero le posizioni fino alle 8.00 del giorno dopo, ora in cui i Panzer furono finalmente lanciati in due grandi gruppi: il primo verso Uadi Giaida e l'altro relativamente più a destra del primo. Per diverso tempo sembrò che la penetrazione fosse avvenuta con successo ma all'ultimo momento l'artiglieria inglese si fece sentire, appoggiata da nugoli di mine anticarro abilmente posizionati (questo grazie ai cosiddetti “diggers” australiani che avevano scavato trincee ed eretto difese attraverso le linee azzurra e verde).
Le postazioni S5, S6 e S7 furono conquistate dopo un giorno intero di combattimento mentre le successive S8, S9, S10 continuavano a resistere tenacemente. Carri di entrambi gli schieramenti vennero annientati e l'appoggio della Luftwaffe fu fondamentale per l'operazione, tenendo impegnati i famigerati “3,7”. In tarda serata Rommel aveva occupato l'altura di Ras El Madauur ma non aveva ancora fatto i conti con i corazzati Matilda, e sopravvalutando la loro potenza di fuoco ordinò la ritirata dei suoi nonostante ne avesse messi fuori uso ben due; questo fatto lasciò Wavell scosso quasi come quando aveva ordinato l'immediata ritirata delle sue truppe nel perimetro della città. Ras El Madauur era caduto e, per il momento, non sarebbe più tornato in mani australiane.
La prima battaglia di Tobruk poteva dirsi conclusa; la resistenza degli australiani era stata maggiore del previsto, la sorpresa non era riuscita, ma le forze dell'Asse avevano comunque fatto arretrare la linea difensiva nemica e avevano causato alla 9ª Divisione di Fanteria notevoli perdite: 445 morti e feriti e circa 352 dispersi, di cui la maggior parte fatti prigionieri. Un commento al Bollettino di Guerra, trasmesso alle 13:00 del 10 maggio, informava che reparti dell'8º Reggimento Bersaglieri e del 31º Battaglione Guastatori avevano catturato 7 fortini (R2, R3, R4, R5, R6, R7 e R8) della cerchia di Tobruk. Nella notte del 3 maggio, un altro disperato contrattacco della 9ª Division australiana su R6, R7 e R8 venne prontamente respinto dai reparti delle divisioni Pavia e Trento. L'S8, S9 e S10 sono state conquistate la notte del 15 maggio.
Il 15 maggio gli inglesi lanciarono l'operazione Brevity nel tentativo di eliminare il saliente che le forze italo-tedesche erano riuscite a creare durante l'ultima offensiva, nella zona di Sollum, Forte Capuzzo e Passo Halfaya. L'attacco inglese si arenò davanti alla forte resistenza del 12º Battaglione Bersaglieri della divisione Ariete, che riuscì a respingere l'avanguardia blindata del nemico infliggendogli notevoli perdite.
Un nuovo attacco alleato si verificò tra il 2 e il 3 agosto, risolvendosi ancora una volta in un completo insuccesso per i britannici.
La cittadina cadde successivamente, diversi mesi dopo, il 21 giugno 1942, dopo la battaglia di Ain el-Gazala.

## I rapporti tra le forze alleate in campo
Nella routine dell'assedio durante l'estate si erano venuti a creare conflitti di vario genere, in particolar modo politici. L'attrito tra il mondo britannico e quello australiano causò le immediate dimissioni di Claude Auchinleck, che non godeva della fiducia di quest'ultimo. La questione è più complessa e denota la presenza di tormentoni che dall'Inghilterra erano giunti fin all'altro capo del mondo come, per esempio, la convinzione che a trasportare le truppe in Grecia e nel deserto fosse stata la Royal Australian Navy anziché la Royal Navy. A questo venne affiancato il brusco cambio di regime governativo in Australia, che vide la presa di posizione di un partito laburista che richiese, senza mezzi termini, che tutti i soldati australiani presenti nel deserto fossero rimpatriati seduta stante.
Fallite le operazioni Brevity e Battleaxe, per sbloccare Tobruch e respingere gli italo-tedeschi il comando britannico in Medio Oriente allestì la più vasta operazione Crusader, pur con un ridotto apporto di truppe australiane.